# Orpí
Orpí è un comune spagnolo di 143 abitanti situato nella comunità autonoma della Catalogna.